# Afrika-Meisterschaften im Straßenradsport 2017
Die 12. Afrika-Meisterschaften im Straßenradsport (2017 African Continental Cycling Championships) wurden vom 13. bis 19. Februar 2017 in Luxor, Ägypten, (Straßenradsport) ausgetragen. Vom 20. bis 24. März 2017 fanden die dritten afrikanischen Meisterschaften im Bahnradsport in Durban, Südafrika, statt.
Straßenrennen und Einzelzeitfahren der Elite Männer waren Teil der UCI Africa Tour 2017 in der Kategorie CC. Die Teilnehmer starteten jeweils in den Nationalmannschaften ihrer Heimatländer.
Erfolgreichster Sportler dieser Meisterschaften war die Mauritierin Aurélie Halbwachs, die bei den Frauen sowohl das Straßenrennen wie auch das Einzelzeitfahren für sich entschied.

## Resultate

### Straßenradsport

#### Männer
| Disziplin                     | Platz | Land      | Athlet                                                                        |
| ----------------------------- | ----- | --------- | ----------------------------------------------------------------------------- |
| Straßenrennen (180 km)        | 1     | Südafrika | Willie Smit                                                                   |
|                               | 2     | Eritrea   | Meron Abraham                                                                 |
|                               | 3     | Marokko   | Ahmed Amine Galdoune                                                          |
| Einzelzeitfahren (43 km)      | 1     | Eritrea   | Meron Teshome                                                                 |
|                               | 2     | Südafrika | Stefan de Bod                                                                 |
|                               | 3     | Eritrea   | Awet Habtom                                                                   |
| Mannschaftszeitfahren (59 km) | 1     | Eritrea   | Abrham Berhane Amanuel Gebreigzabhier Awet Habtom Meron Teshome               |
|                               | 2     | Algerien  | Abdellah Benyoucef Abderrahmane Mansouri Abdelkader Belmokhtar Azzedine Lagab |
|                               | 3     | Ruanda    | Joseph Areruya Samuel Mugisha Valens Ndayisenga Jean Bosco Nsengimana         |

#### Frauen
| Disziplin                     | Platz | Land      | Athlet                                                                |
| ----------------------------- | ----- | --------- | --------------------------------------------------------------------- |
| Straßenrennen (99 km)         | 1     | Mauritius | Aurélie Halbwachs                                                     |
|                               | 2     | Mauritius | Kimberley Le Court de Billot                                          |
|                               | 3     | Südafrika | Charlene Roux                                                         |
| Einzelzeitfahren (29 km)      | 1     | Mauritius | Aurélie Halbwachs                                                     |
|                               | 2     | Eritrea   | Mossana Debesay                                                       |
|                               | 3     | Südafrika | Juanita Venter                                                        |
| Mannschaftszeitfahren (36 km) | 1     | Eritrea   | Wehazit Kidane Mossana Debesay Bisrat Ghebremeskel Wegaheta Gebrihiwt |
|                               | 2     | Äthiopien | Eyeru Tesfoam Gebru Abrha Birhan Fkadu Tsega Beyene Selam Amha        |
|                               | 3     | Ägypten   | Ebtisam Zayed Menatalla Essam Donia Rashwan Fatma Hagrus              |